# NGC 1356

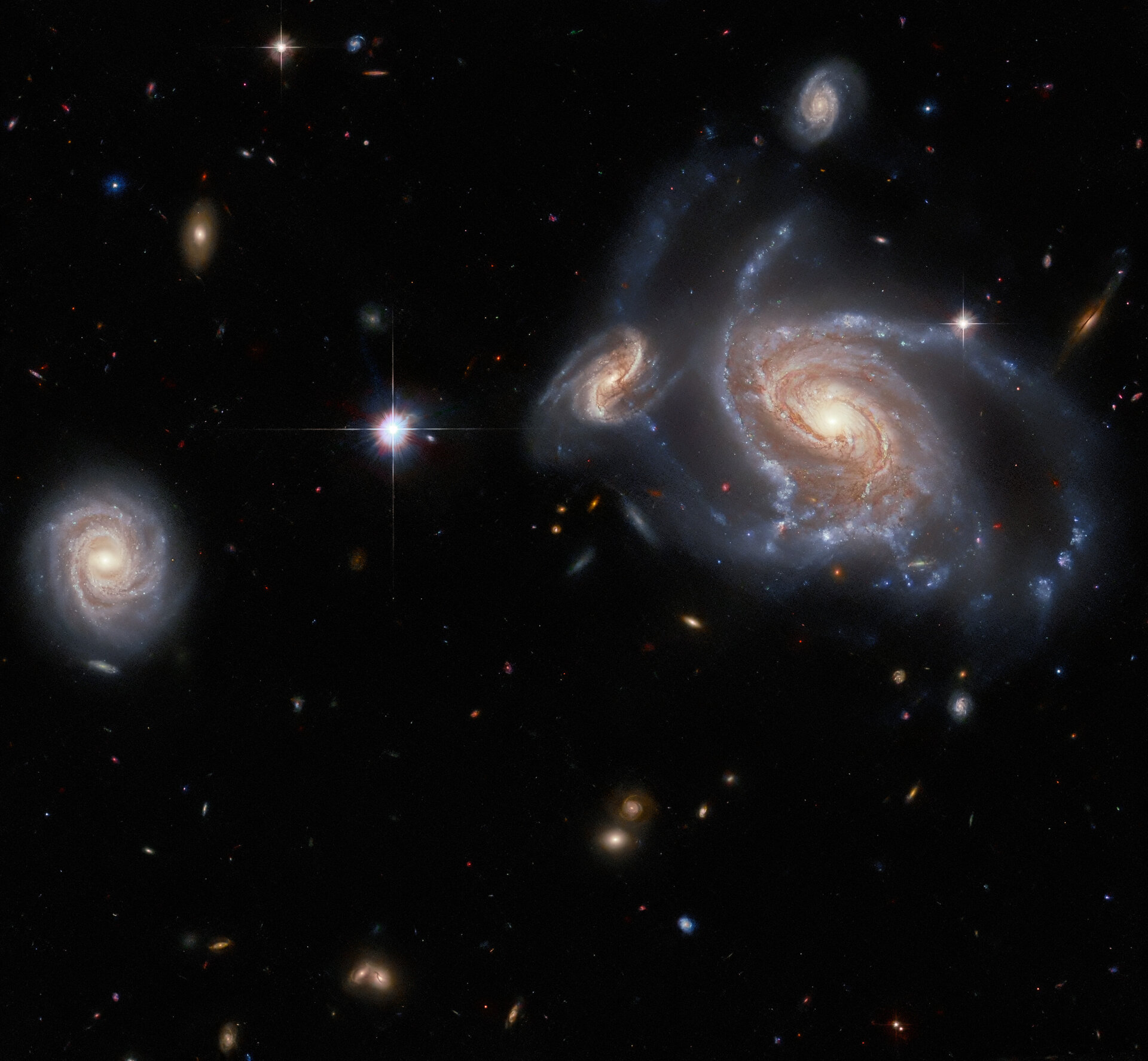
NGC 1356 et IC 1947 (à gauche) par le télescope spatial Hubble.

NGC 1356 est une vaste et lointaine galaxie spirale intermédiaire située dans la constellation de l'Horloge. NGC 1356 a été découverte par l'astronome britannique John Herschel en 1837.

## Caractéristiques
Sa vitesse par rapport au fond diffus cosmologique est de 11 727 ± 16 km/s, ce qui correspond à une distance de Hubble de 173 ± 12 Mpc (∼564 millions d'al).
La classe de luminosité de NGC 1356 est II-III.
On distingue sur cette image une autre galaxie spirale qui transparaît derrière l'un des bras spiraux de NGC 1356. Il s'agit de LEDA 95415. Cette galaxie est en réalité beaucoup plus éloignée, située en arrière-plan. La distance de Hubble de cette galaxie est égale à 267,42 ± 18,74 Mpc (∼872 millions d'al)